# Scutellaria colebrookiana
Scutellaria colebrookiana là một loài thực vật có hoa trong họ Hoa môi. Loài này được Wall. miêu tả khoa học đầu tiên năm 1830.